# مصطفى شردي
مصطفى شردي (10 مايو 1935 - 30 يونيو 1989) هو صحفي وسياسي مصري.

## حياته
ولد 10 مايو 1935 بورسعيد في مصر، وأول رئيس لتحرير جريدة الوفد، وهو والد الصحفي والبرلماني الوفدي عن دائرة المناخ ببورسعيد، ونائب رئيس تحرير جريدة الوفد، محمد مصطفى شردي.وحصل علي ليسانس آداب «قسم صحافة» عام 1961 جامعة القاهرة، توفي 30 يونيو 1989.

## مسيرته
- ورث مصطفي شردي حب الصحافة من أبيه «محمد شردي» الذي كان يعمل محررا بجريدة «المصري»، وكان مصطفي شردي في مدرسته يصدر مع أقرانه مجلة حائط يومية يكتبونها بأيديهم، وعندما وصل إلي سن الخامسة عشرة بدأ رحلته الصحفية مع جريدة «المصري»، وكان وقتها يغطي أحداث معارك الفدائيين في منطقة القناة. وعندما أغلقت جريدة «المصري» انتقل إلي «دار أخبار اليوم»[3]
- (الأخبار اليومية – الجيل - آخر ساعة) يكتب، ويلتقط الصور، ويبعث الإثارة بتحقيقاته المصورة. •في عام 1956 حقق مصطفي شردي أول نصر صحفي في حياته فبينما كان يحمل البندقية للدفاع عن مدينته الصامدة كان يخفي الكاميرا في ملابسه، والتقط عشرات الأفلام التي تفضح العدوان.[4]
- وفي عام 1958 سافر إلي لبنان ليغطي أحداث الحرب الأهلية هناك. وفي عام 1970 كلفته أخبار اليوم مع مجموعة من الطيور المهاجرة في الخليج العربي ليساهم في إصدار صحيفة «العروبة القطرية» بالدوحة، ثم انتقل إلي أبو ظبي ليؤسس أول جريدة يومية في دولة الإمارات العربية، وهي «الاتحاد»، وقد أسسها مع نخبة من فرسان الصحافة أمثال (جمال بدوي وجلال سرحان..)، ثم اشترك في تأسيس جريدة «الوفد» الأسبوعية عام 1984، وبعدها تولي رئاسة جريدة الوفد، وظل في هذا المنصب حتى توفاه الله.